# 扁䲗
扁䲗（学名：Callionymus planus）为䲗科䲗屬的鱼类，俗名奇背果鼠䲗鱼、平淡鼠䲗鱼。分布于中国至日本南部、台湾岛以及渤海至东海沿岸等。该物种的模式产地在日本爱知县三谷。